# حزب میهن‌پرستان (ایران)
حزب میهن پرستان در ۱۶ دی ماه ۱۳۲۰ تأسیس شد. این حزب از موتلفین حزب میهن و حزب ایران محسوب می‌شود.

## مؤسسان
حزب میهن پرستان متشکل از علی جلالی خبرنگار، کاظم عمادی، مجید یکتایی، شجاع‌الدین شفا و محمد پورسرتیپ بود و بعداً برخی دیگر از حقوق دادنان مانند کریم سنجابی به این حزب پیوستند.
اولین دبیرکل حزب محسن یکتایی بوده و روزنامه میهن‌پرستان به صاحب امتیازی علی جلالی به عنوان ارگان رسمی حزب منتشر می‌شد.

## آرمان‌های حزب
حزب میهن پرستان حزبی سوسیال دموکرات بوده و در برابر اندیشه‌های حزب توده فعالیت می‌کرد. اعضای این حزب در تلاش برای ایجاد عدالت اجتماعی تلاش می‌کردند. در همین راستا ایده‌هایی نظیر استوار ساختن بنیاد و وحدت ملی، فداکاری در راه آزادی، پشتیبانی از حکومت ملی، ترویج اصول حقیقی دیانت، افزایش نفوس و تحکیم اساس خانواده، استواری بنیاد امنیت و اساس دادگستری، بنیاد اخلاق و تقوی در جامعه، ترویج پیشرفت و فرهنگ عمومی، ترویج بهداشت، افزایش ثروت ملی و تقویت بنیه اقتصادی از مهمترین عناوین و برنامه‌های این حزب بود.

## شعب
حزب میهن‌پرستان با توجه به نفوذ بنیانگذارانش در شهرستان‌های مانند ملایر، سمنان، دامغان، زنجان و اصفهان به‌ویژه استان لرستان و کرمانشاه دارای شعبه بود.

## ادغام و انحلال
حزب میهن پرستان در ۳۰ خرداد ۱۳۲۲ این حزب به همراه حزب استقلال (ایران) به رهبری عبدالقدیر آزاد، حزب پیکار به رهبری خسرو اقبال، محمود تفضلی در سال ۱۳۲۳ تحت عنوان حزب میهن در یکدیگر ادغام شده و یک حزب واحد را به دبیرکلی کریم سنجابی تشکیل می‌دهند. حزب میهن یک سال بعد در حزب ایران ادغام می‌شود.